# Lijst van onroerend erfgoed in Afsnee
Een overzicht van het onroerend erfgoed in Afsnee. Het onroerend erfgoed maakt deel uit van het cultureel erfgoed in België.
| Object                                              | Erfgoedstatus? | Bouwjaar of architect | Deelgemeente | Adres                    | Coördinaten                  | Nummer? | Afbeelding                                          |
| --------------------------------------------------- | -------------- | --------------------- | ------------ | ------------------------ | ---------------------------- | ------- | --------------------------------------------------- |
| Parochiekerk Sint-Jan-Baptist met kerkhof           | Monument       |                       |              | Afsneedorp               | 51° 1' 51" NB, 3° 40' 7" OL  | 26206   | Parochiekerk Sint-Jan-Baptist met kerkhof           |
| Pastorie Sint-Jan Baptistparochie met ommuurde tuin | Monument       |                       |              | Afsneedorp 9             | 51° 1' 51" NB, 3° 40' 4" OL  | 26207   | Pastorie Sint-Jan Baptistparochie met ommuurde tuin |
| Landhuis Daerupt                                    | dorpsgezicht   |                       |              | Afsneedorp 16            | 51° 1' 50" NB, 3° 40' 7" OL  | 26208   | Landhuis Daerupt                                    |
| Hoeve met losse bestanddelen                        |                |                       |              | Autoweg-Noord 3          | 51° 1' 44" NB, 3° 39' 32" OL | 26209   | Hoeve met losse bestanddelen                        |
| Tuinpaviljoen                                       |                |                       |              | Broekkantstraat 2        | 51° 1' 47" NB, 3° 40' 6" OL  | 26210   | Tuinpaviljoen                                       |
| Hof ten Broecke                                     | Monument       |                       |              | Broekkantstraat 21, 25   | 51° 1' 48" NB, 3° 39' 54" OL | 26211   | Hof ten Broecke                                     |
| Semi-gesloten hoeve horende bij Mariasteen          |                |                       |              | Duddegemstraat 32        | 51° 1' 21" NB, 3° 39' 32" OL | 26212   | Semi-gesloten hoeve horende bij Mariasteen          |
| Landhuis Mariasteen                                 |                |                       |              | Duddegemstraat 34        | 51° 1' 20" NB, 3° 39' 37" OL | 26213   | Landhuis Mariasteen                                 |
| Langgestrekte hoeve                                 |                |                       |              | Goedingenstraat 4        | 51° 2' 20" NB, 3° 39' 8" OL  | 26215   | Langgestrekte hoeve                                 |
| Lusthof van de familie Beelaert                     |                |                       |              | Goedingenstraat 6        | 51° 2' 21" NB, 3° 39' 11" OL | 26214   | Lusthof van de familie Beelaert                     |
| Hoeve met losse bestanddelen                        |                |                       |              | Goedingenstraat 8        | 51° 2' 16" NB, 3° 39' 10" OL | 26216   | Hoeve met losse bestanddelen                        |
| Open hoeve                                          |                |                       |              | Goedingenstraat 10       | 51° 2' 14" NB, 3° 39' 3" OL  | 26217   | Open hoeve                                          |
| Langgestrekte hoeve                                 |                |                       |              | Goedingenstraat 12       | 51° 2' 14" NB, 3° 38' 60" OL | 26218   | Langgestrekte hoeve                                 |
| Villa in neotradionele stijl                        |                |                       |              | Kleinemoortelputstraat 4 | 51° 1' 29" NB, 3° 38' 44" OL | 26219   | Villa in neotradionele stijl                        |
| Boerenwoning                                        |                |                       |              | Leieriggestraat 1        | 51° 1' 10" NB, 3° 39' 20" OL | 26220   | Boerenwoning                                        |
| Boerenwoning                                        |                |                       |              | Leieriggestraat 2        | 51° 1' 13" NB, 3° 39' 18" OL | 26221   | Boerenwoning                                        |
| Boerenwoning                                        |                |                       |              | Leieriggestraat 6        | 51° 1' 12" NB, 3° 39' 16" OL | 26222   | Boerenwoning                                        |
| Landhuis Ter Veuren of La vielle maison             |                |                       |              | Veurestraat 42           | 51° 2' 7" NB, 3° 40' 0" OL   | 26223   | Landhuis Ter Veuren of La vielle maison             |
| Villa                                               |                |                       |              | Veurestraat 48           | 51° 2' 9" NB, 3° 39' 58" OL  | 26224   | Villa                                               |
| Hof ter Neuve                                       |                |                       |              | Veurestraat 64           | 51° 2' 16" NB, 3° 39' 51" OL | 26225   | Hof ter Neuve                                       |

Gent sensu stricto, alfabetisch op straatnaam: A · B · Bu · C · D · E · F · G · H · I · J · K · Ka · Ko · L · M · N · O · P · Q · R · S · Sint · T · UV · W · XYZ

Overige deelgemeenten: Afsnee · Drongen · Desteldonk · Gentbrugge · Ledeberg · Mariakerke · Mendonk · Oostakker · Sint-Amandsberg · Sint-Denijs-Westrem · Sint-Kruis-Winkel · Wondelgem · Zwijnaarde

Lijst van onroerend erfgoed in Oost-Vlaanderen